# Malik Bendjelloul
Malik Bendjelloul (né le 14 septembre 1977 à Ystad en Suède et mort le 13 mai 2014 à Solna, banlieue nord de Stockholm) est un acteur, réalisateur et documentariste suédois.

## Biographie
Né d'un père algérien et d'une mère suédoise, Malik Bendjelloul a été un enfant-acteur dans les années 1990.
En 2012, il réalise le documentaire Sugar Man pour lequel il obtiendra l'Oscar du meilleur film documentaire en 2013.
Ayant surtout réalisé des  documentaires sur des musiciens, il a notamment dans sa filmographie un film sur le groupe avant-gardiste électronique Kraftwerk ainsi qu'une série documentaire sur l'histoire du heavy metal. Malik Bendjelloul a aussi collaboré avec des artistes renommés tel que Madonna, Elton John ou Sting.
En 2006, Malik Bendjelloul quitte son emploi à la télévision suédoise pour se rendre en Afrique en quête d’une histoire dont il pourrait faire un film. Au Cap, il rencontre le disquaire Stephen « Sugar » Segerman qui lui raconte l'histoire de l'artiste Sixto Díaz Rodríguez, chanteur américain oublié des années 1970, qui ignorait son succès en Afrique du Sud.
Initialement, ce film devait être un documentaire de 30 minutes pour la télévision. Mais en entendant les chansons de Sixto Rodriguez, Malik Bendjelloul décide d'en faire un film.
Le film a été terminé par Malik Bendjelloul dans des conditions matérielles très difficiles. Le réalisateur s'est mis à peindre pour faire les animations alors qu'il n'avait jamais peint. Il a composé la bande originale du film. Puis il a finalement monté seul son film en utilisant le logiciel Final Cut.
Il est finalement récompensé par le franc succès du film qui remporte de nombreux prix dans les festivals internationaux:
- prix spécial du jury et prix du public au festival du film de Sundance 2012 (édition n°28)
- meilleur documentaire du British Academy Film Awards 2013 (édition n°66)
- meilleur scénario de documentaire du Writers Guild of America Awards 2013 (édition n°65)
- meilleur film documentaire du Producers Guild of America Awards 2013 (édition n°24)
- Oscar du meilleur film documentaire de l'Academy Awards 2013 (édition n°85)

Malik Bendjelloul se suicide à Solna le 13 mai 2014 à l’âge de 36 ans,.

## Filmographie

### Comme acteur
- 1990 : Ebba och Didrik (sv)

### Comme réalisateur
- 2012 : Sugar Man